# Manfred Eigen
Pour les articles homonymes, voir Eigen.
Manfred Eigen, né le 9 mai 1927 à Bochum (Allemagne) et mort le 6 février 2019 à Göttingen,, est un biophysicien allemand et un ancien directeur de l'Institut Max-Planck de chimie biophysique. 
Conjointement avec Ronald George Wreyford Norrish et George Porter, il a reçu le prix Nobel de chimie de 1967.

## Biographie
Après son Abitur en 1944 au gymnase humaniste de Bochum (aujourd’hui Gymnase am Ostring), Manfred Eigen étudia la physique et la chimie à l'université de Göttingen, où il prépara sa thèse de doctorat sous la direction d’Arnold Eucken. En 1957, il devint directeur de l'actuel Institut Max-Planck de chimie biophysique.
Conjointement avec Ronald George Wreyford Norrish et George Porter, il obtint le prix Nobel de chimie en 1967 « pour leurs études des réactions chimiques extrêmement rapides, obtenues en perturbant l'équilibre à l'aide de très courtes impulsions d'énergie. ». Manfred Eigen a dévéloppé des méthodes de perturbation-relaxation telle que la méthode du saut de température, qui servent à la mesure des réactions rapides 
telle que nombreuses réactions acido-basiques.
Il devint membre étranger de la Royal Society en 1973.
En outre le nom de Eigen est lié à la théorie des hypercycles (en), la liaison cyclique de cycles de réactions comme explication de l'auto-organisation des systèmes prébiotiques, qu'il a décrit en collaboration avec Peter Schuster (en) dans les années 1970.
En 1962, Manfred Eigen reçut le prix Otto Hahn de physique-chimie puis en 1994, l'Académie des sciences de Berlin et du Brandebourg lui décerna la médaille Helmholtz. À partir de 2001, il est membre d'honneur de l'université de la Ruhr à Bochum.

## Publications
- (en) Eigen (1971) Selforganization of matter and the evolution of biological macromolecules. Naturwissenschaften, vol. 58, n° 10, p. 465-523.
- (en) Eigen & Schuster (1977) The Hypercycle. A Principle of Natural Self-Organisation. Part A: Emergence of the Hypercycle. Naturwissenschaften, vol. 64, p. 541-565.
- (en) Eigen & Schuster (1978) The Hypercycle. A Principle of Natural Self-Organisation. Part B: The Abstract Hypercycle. Naturwissenschaften, vol. 65, p. 7-41.
- (en) Eigen & Schuster (1978) The Hypercycle. A Principle of Natural Self-Organisation. Part C: The Realistic Hypercycle. Naturwissenschaften, vol. 65, p. 341-369.
- (en) Manfred Eigen and Peter Schuster, The Hypercycle: A principle of natural self-organization, éd. Springer, 1979.